# Georg Hauck (Politiker, 1854)
Johann Georg Hauck (in amtlichen Dokumenten Johann Georg Hauck III.) (* 13. November 1854 in Schaafheim; † 15. April 1921 ebenda) war ein deutscher Politiker (HBB) und Abgeordneter der 2. Kammer der Landstände des Großherzogtums Hessen.

## Leben
Georg Hauck war der Sohn des Bauern Johann Nikolaus Hauck (1822–1908) und dessen Frau Maria Margaretha, geborene Merkel (1829–1901). Hauck, der evangelischen Glaubens war, war Landwirt in Schaafheim und mit Maria Katharina geb. Desch (1857–1884) verheiratet.
Von 1902 bis 1918 gehörte er der Zweiten Kammer der Landstände an. Er wurde für den Wahlbezirk Starkenburg 7/Babenhausen-Groß-Umstadt gewählt. Er war daneben Bürgermeister in Schaafheim und Mitglied des Landesvorstandes des Bundes der Landwirte, Abteilung Hessen.